# Mrs. Cop
Quý Bà Cảnh Sát (tiếng Hàn: 미세스 캅; Romaja: Miseseu Kap) là một bộ phim truyền hình Hàn Quốc năm 2015 với sự tham gia của Kim Hee-ae, Kim Min-jong, Lee Da-hee, Son Ho-Jun, Heo Jung-do và Lee Gi-kwang. Phim được phát sóng trên đài SBS vào thứ Hai và thứ Ba lúc 21h55 với 18 tập bắt đầu từ ngày 3 tháng 8 năm 2015.

## Nội dung
Choi Young-Jin (Kim Hee-ae) là một trưởng đội thám tử. Cô cũng đồng thời cũng là mẹ của một cô con gái Ha-Eun. Tại nơi làm việc, cô đối phó với những tội ác tàn bạo bên cạnh thám tử cấp cao Park Jong-Ho (Kim Min-jong) và các thành viên của  tiểu đội Min Do-Young (Lee Da-hee), Han Jin-Woo (Son Ho-Jun), Jo Jae- Deok (Heo Jung-do) và Lee Se-Won (Lee Gi-kwang).

## Diễn viên

### Nhân vật chính
- Kim Hee-ae trong vai Choi Young Jin

Trưởng nhóm thám tử của đơn vị tội phạm bạo lực, một sĩ quan cảnh sát kỳ cựu và mẹ của Ha-eun
- Kim Min-jong trong vai Park Jong-ho

Đồng nghiệp lâu năm của Young-jin trong lực lượng cảnh sát, bình tĩnh và lý trí.
- Lee Da-hee [3] trong vai Min Do-young

Tốt nghiệp học viện cảnh sát, xinh đẹp và thông minh.
- Son Ho-Jun trong vai Han Jin-woo

Một cựu lính đặc nhiệm.
- Heo Jung-do vai Jo Jae-deok
- Lee Gi-kwang [4] trong vai Lee Se-won

Hầu hết các thành viên cơ sở (maknae) của đội Young-jin là tân binh chưa bao giờ phải lo lắng về bất cứ điều gì, một cậu bé của mẹ

### Nhân vật phụ
- Shin So-yul [5] trong vai Choi Nam-jin

Em gái đáng tin cậy của Young-jin, đang học  cho kỳ thi dịch vụ công cộng
- Lee Ki-young vai Yeom Sang-min
- Son Byong-ho vai Kang Tae-Yoo
- Kim Kap-soo vai Park Dong-Il
- Jung Soo-young vai vợ của Jae-deok
- Park Sung-geun trong vai Yoon Sung-Geun
- Jeon Se-hyun trong vai Kim Min-Young
- Shin Seung-hwan trong vai Bae Dal-Hwan
- Choi Hyo-eun trong vai Kim Na-rae

## Rating
Trong bảng dưới đây, các số màu xanh biểu thị xếp hạng thấp nhất và các số màu đỏ đại diện cho xếp hạng cao nhất. 
| Episode # | Original broadcast date  | Average audience share | Average audience share      | Average audience share | Average audience share      |
| Episode # | Original broadcast date  | TNmS Ratings           | TNmS Ratings                | AGB Nielsen            | AGB Nielsen                 |
| Episode # | Original broadcast date  | Nationwide             | Seoul National Capital Area | Nationwide             | Seoul National Capital Area |
| --------- | ------------------------ | ---------------------- | --------------------------- | ---------------------- | --------------------------- |
| 1         | ngày 3 tháng 8 năm 2015  | 7.2%                   | 9.1%                        | 8.4%                   | 9.0%                        |
| 2         | ngày 4 tháng 8 năm 2015  | 7.4%                   | 9.1%                        | 9.4%                   | 10.2%                       |
| 3         | ngày 10 tháng 8 năm 2015 | 7.7%                   | 8.7%                        | 9.2%                   | 9.8%                        |
| 4         | ngày 11 tháng 8 năm 2015 | 8.3%                   | 10.8%                       | 10.0%                  | 9.7%                        |
| 5         | ngày 17 tháng 8 năm 2015 | 9.8%                   | 12.1%                       | 10.8%                  | 12.1%                       |
| 6         | ngày 18 tháng 8 năm 2015 | 10.1%                  | 12.8%                       | 12.1%                  | 12.7%                       |
| 7         | ngày 24 tháng 8 năm 2015 | 10.4%                  | 12.0%                       | 11.6%                  | 13.1%                       |
| 8         | ngày 25 tháng 8 năm 2015 | 10.2%                  | 12.3%                       | 12.0%                  | 12.7%                       |
| 9         | ngày 31 tháng 8 năm 2015 | 10.6%                  | 13.5%                       | 12.8%                  | 14.3%                       |
| 10        | ngày 1 tháng 9 năm 2015  | 10.8%                  | 13.5%                       | 12.7%                  | 13.9%                       |
| 11        | ngày 7 tháng 9 năm 2015  | 10.4%                  | 12.1%                       | 12.1%                  | 12.8%                       |
| 12        | ngày 8 tháng 9 năm 2015  | 11.1%                  | 13.5%                       | 12.8%                  | 14.3%                       |
| 13        | ngày 14 tháng 9 năm 2015 | 11.2%                  | 13.0%                       | 12.6%                  | 13.4%                       |
| 14        | ngày 15 tháng 9 năm 2015 | 11.7%                  | 13.7%                       | 13.7%                  | 14.6%                       |
| 15        | ngày 21 tháng 9 năm 2015 | 12.0%                  | 14.1%                       | 15.2%                  | 16.7%                       |
| 16        | ngày 22 tháng 9 năm 2015 | 12.4%                  | 15.1%                       | 14.6%                  | 16.0%                       |
| 17        | ngày 29 tháng 9 năm 2015 | 11.5%                  | 13.6%                       | 13.2%                  | 13.8%                       |
| 18        | ngày 29 tháng 9 năm 2015 | 13.9%                  | 15.3%                       | 15.8%                  | 16.4%                       |
| Average   | Average                  | 10.4%                  | 12.5%                       | 12.2%                  | 13.1%                       |

## Đề cử và giải thưởng
| Năm  | Giải                             | Hạng mục                                             | Recipient    | Kết quả   |
| ---- | -------------------------------- | ---------------------------------------------------- | ------------ | --------- |
| 2015 | Giải Ngôi sao APAN lần thứ 4     | Giải thưởng Nghệ sĩ được yêu thích                   | Son Ho-jun   | Đoạt giải |
| 2015 | Giải thưởng phim truyền hình SBS | Giải thưởng Ngôi sao mới                             | Son Ho-jun   | Đoạt giải |
| 2015 | Giải thưởng phim truyền hình SBS | Diễn xuất xuất sắc, diễn viên nữ trong miniseries    | Kim Hee-ae   | Đề cử     |
| 2015 | Giải thưởng phim truyền hình SBS | Giải thưởng đặc biệt, diễn viên nữ trong miniseries  | Lee Da-hee   | Đoạt giải |
| 2015 | Giải thưởng phim truyền hình SBS | Giải thưởng đặc biệt, diễn viên nam trong miniseries | Son Ho-jun   | Đề cử     |
| 2015 | Giải thưởng phim truyền hình SBS | Diễn xuất xuất sắc, diễn viên nam trong miniseries   | Kim Min-jong | Đề cử     |
| 2015 | Giải thưởng phim truyền hình SBS | Giải thưởng của nhà sản xuất                         | Kim Hee-ae   | Đề cử     |